# Anton Martin Schweigaard

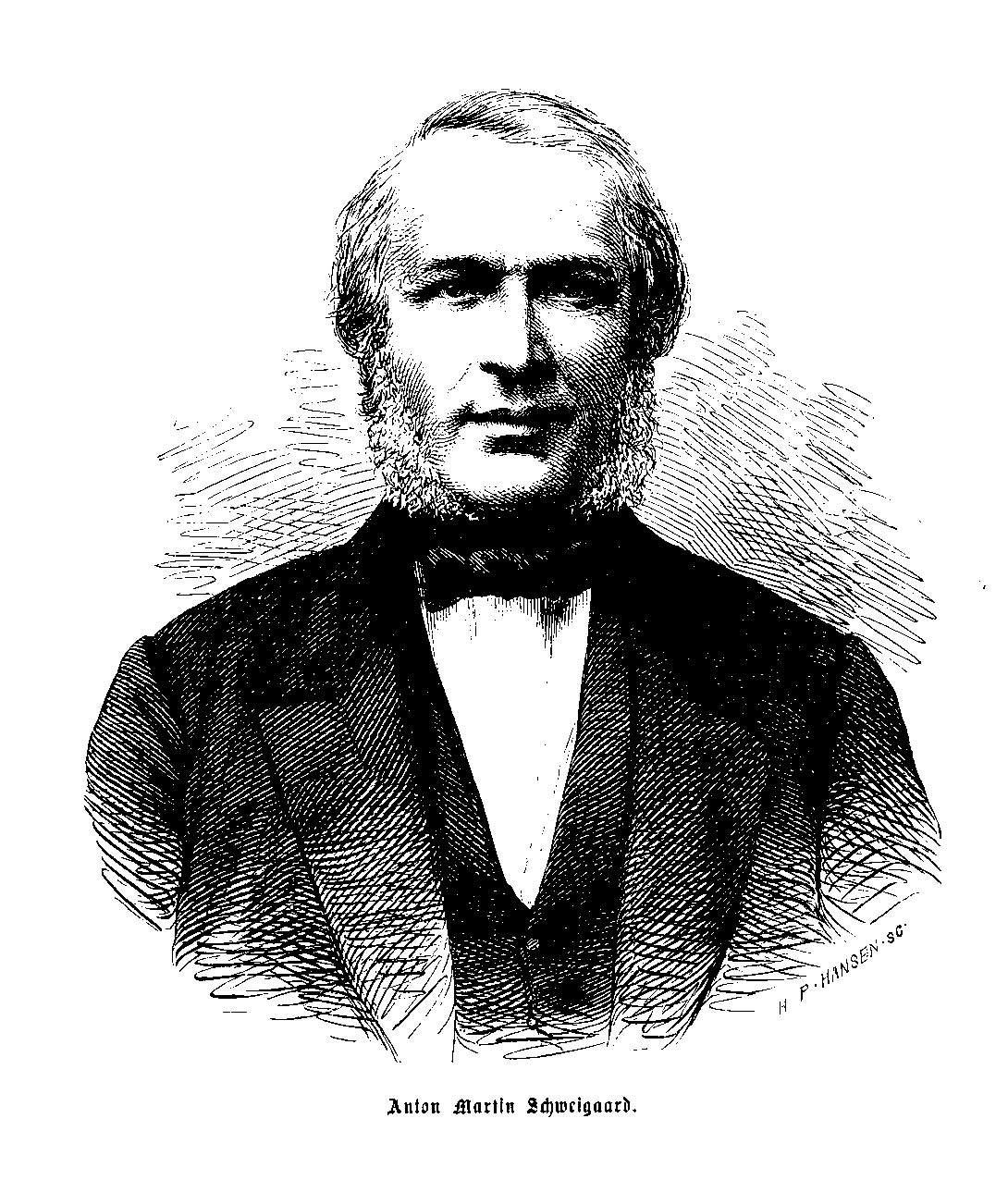
Anton Martin Schweigaard

Anton Martin Schweigaard „Anton Martinus Schweigaard“ (* 11. April 1808 in Kragerø, Telemark; † 1. Februar 1870 in Christiania) war ein norwegischer Jurist, Wirtschaftswissenschaftler und Politiker.

## Leben
Schweigaard war der Sohn des Kaufmanns Jørgen Fredrik Schweigaard (1771–1818) und seiner Frau Johanne Marie Dahll (1785–1818).
Er wuchs auf in Kragerø, wo der Vater einen nicht besonders gut gehenden Kramladen betrieb. Er und seine drei Schwestern wuchsen in sehr bescheidenen Verhältnissen auf. Beide Eltern starben, als er 10 Jahre alt war, und ab da wurde er von seiner Großmutter Dahll versorgt. Eigentlich war er für die Übernahme des väterlichen Kramladens vorgesehen.
Er wurde aber zunächst nach Westerholt in Niedersachsen geschickt, um Sprachen zu lernen. Dort war es Pastor Koeppen, der die besondere Begabung des Jungen bemerkte und die Eltern dazu drängte, ihn auf die Lateinschule in Skien zu schicken. Er wurde neben Peter Andreas Munch bald Klassenbester und bestand das Examen artium 1828 mit dem bis dahin besten Ergebnis in Norwegen. Nach einem kurzen Vikariat in Norwegisch und Griechisch an seiner alten Schule begann er ein juristisches Studium an der Universität in Christiania und legte 1832 das Staatsexamen mit besonderer Auszeichnung ab, was sogar dem König berichtet wurde. 1835 wurde er Lektor an der juristischen Fakultät. 1840 wurde er Professor für Recht, Volkswirtschaftslehre und Statistik.

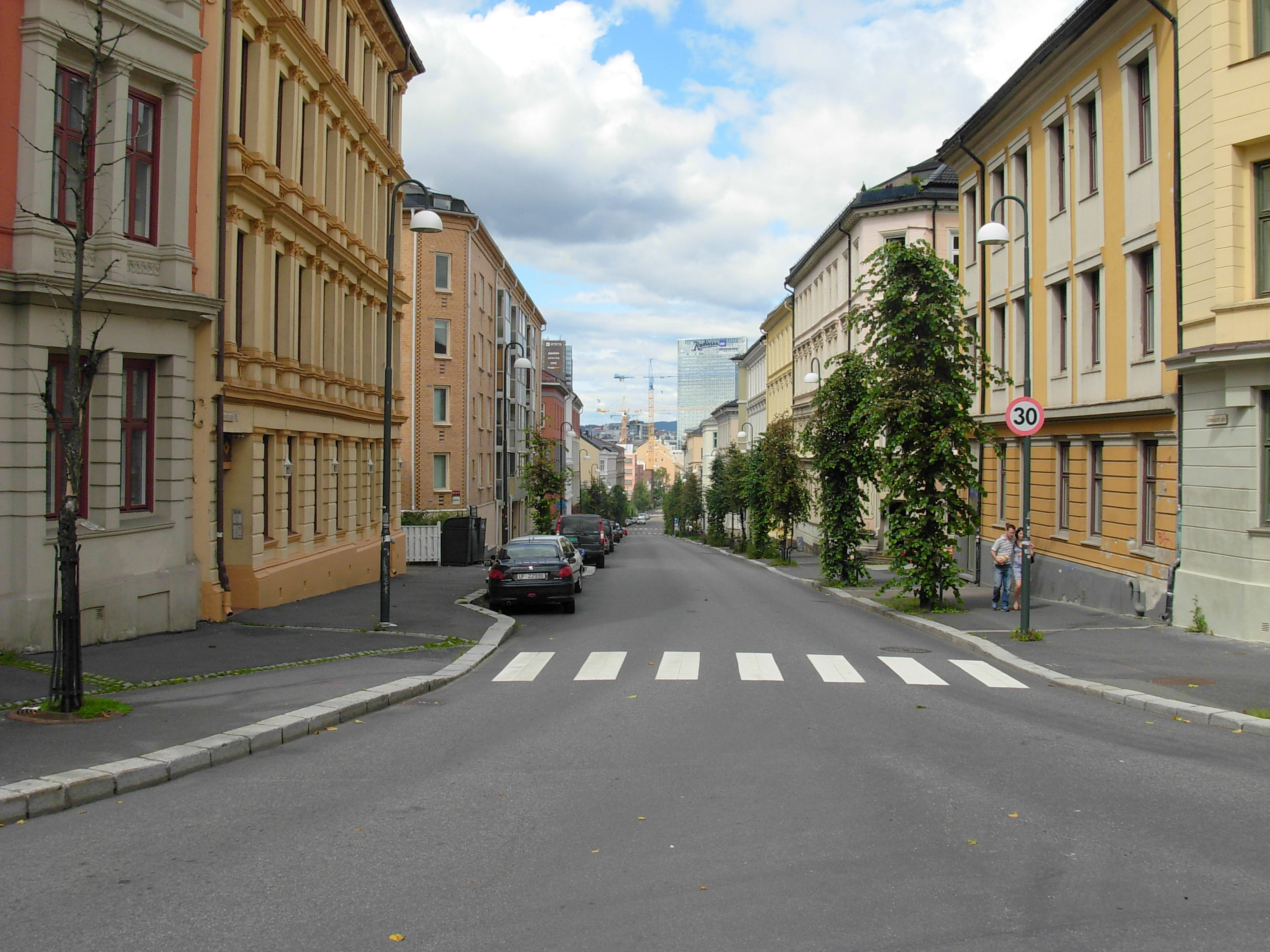
Schweigaards gate in Oslo.

Er heiratete am 24. September 1835 in Kragerø Caroline Magnine Homann (1814–1870), Tochter des Bezirksarztes Christian Horrebow Homann (1782–1860) und seiner Frau Boel (eigentlich „Bodil“) Catharine Biørn (1796–1865). Es war eine glückliche Ehe, und er starb nur fünf Tage nach ihrem Tod. Die gemeinsame Beisetzungsfeier fand in der Dreifaltigkeitskirche in Christiania statt und sie wurden „Vår Frelsers gravlund“ (Erlöserfriedhof) beerdigt. Es wurde Spenden für ein Denkmal gesammelt, das von Julius Middelthun ausgeführt und auf dem Universitätsplatz enthüllt wurde. Die neue Verbindungsstraße zwischen Christiania und dem damaligen Vorort Oslo (heute Gamlebyen) erhielt 1879 den Namen „Schweigaards gate“.

## Wirkung

### Die akademischen Anfänge
Als Student schloss er sich der Studentengruppe „Intelligensen“ an und wurde bald deren zentrale Figur. Es handelte sich um einen Kreis Studenten, die aus Protest gegen Henrik Arnold Wergeland aus dem Studentenverband „Det norske Studenterforbund“ ausgetreten waren. In diesem Kreis waren unter anderem die später berühmt gewordenen Christian Birch-Reichenwald, Johan Sebastian Welhaven, Peter Andreas Munch und Frederik Stang. Dieser Studenten begehrten gegen den etablierten Beamtenapparat auf, besetzten später die wichtigsten Schaltstellen des Staates und versuchten so, ihre Ideen umzusetzen.
Schweigaard schrieb mehrere Artikel in der Studentenzeitung Vidar, unter anderem plädierte er dafür, die klassischen Sprachen an der Lateinschule zu Gunsten naturwissenschaftlicher Fächer zurückzudrängen. In einem anderen wandte er sich gegen das Chaos im norwegischen Münzwesen. Als 1836 die Zeitung Den Constitutionelle gegründet wurde, veröffentlichte er dort lange Abhandlungen. 1833 erhielt er vom Storting ein Stipendium für einen Auslandsaufenthalt. Er begab sich in das akademische Milieu in Deutschland und Frankreich. Das Ergebnis war 1835 eine beißende Kritik an der deutschen idealistischen Philosophie und an der spekulativen Philosophie überhaupt in der französischen La France Litéraire. Die gleiche beißende Kritik traf die deutsche Rechtswissenschaft, die er unter dem Titel „Betragtninger over Retsvidenskabens nuværende Tilstand i Tyskland“ (Betrachtungen über den gegenwärtigen Zustand der Rechtswissenschaft in Deutschland) in der dänischen Juridisk Tidsskrift, Band XXIII, veröffentlichte. Er lehnte jegliche naturrechtliche Begründung des Rechts ab. In der Zeitschrift Revue étrangère des Législation veröffentlichte er einen Artikel über die Stellung der Frau im dänischen und norwegischen Recht.
Als Schweigaard 1835 eine Stelle als Lektor für Rechtswissenschaften bekam, hatte er bereits seine Grundauffassungen in vielen Artikeln veröffentlicht. Er trat für eine strenge empirische Orientierung in der Wissenschaft und eine neue Grundlegung des Rechts ein, die sich aus dem Utilitarismus englischer Denkrichtung speiste. Dieses Absehen von einer philosophischen Grundlegung des Rechts hatte in den folgenden Juristengenerationen Folgen: Sie waren gute Praktiker, aber die literarische wissenschaftliche Produktion wurde vernachlässigbar gering. 1837 hielt er Vorlesungen im Fach „Nationalökonomie und Statistik“ und erhielt 1840 den Lehrstuhl. Dies führte zu einem öffentlichen Angriff auf seine Person durch Ludvig Kristensen Daa, der sich ebenfalls auf den Lehrstuhl beworben hatte.
Die nationale Kultur sollte die internationalen Strömungen aufnehmen. Diese Entwicklung musste durch eine gesellschaftliche Erneuerung eingeleitet werden. Mit diesem Ausgangspunkt polemisierte er gegen Henrik Wergeland und seinen Kreis und gegen die etablierte Verwaltung. Gegen Wergeland brachte er vor, dass mit seiner Dichtung eine Öffnung zur Welt nicht zu erreichen sei, gegen die Beamtenschaft, dass sie zu passiv und initiativlos sei.
Während seiner Lehrtätigkeit verfasste er mehrere Lehrbücher. Die wichtigsten sind Commentar over den Norske Criminallov (Kommentar zum norwegischen Strafrecht) (1844–46) und Den norske Proces (Der norwegische Prozess) (3 Bände, 1849 und 1858). Aber es gibt auch Mitschriften seiner Vorlesungen durch Studenten. Am einflussreichsten war seine sozialökonomische Vorlesung von 1847, deren Mitschrift später gedruckt vorgelegt wurde. Darin wandte er sich gegen die extremen Formen des Liberalismus. Er vertrat da die Ansicht, dass der Staat eine wichtige Rolle im Wirtschaftsleben spielen müsse, insbesondere in einem so kleinen Land wie Norwegen. Diese Arbeit ist auch deshalb wichtig, weil sie das Verhältnis zwischen dem Wissenschaftler Schweigaard und dem Politiker Schweigaard erkennen lässt.

### Das politische Programm
Schweigaard war während seines ganzen Lebens Anhänger der konstitutionellen Verfassung von 1814. Mit seinen vielen Artikeln stellte er seine politischen Visionen und ein Programm zur Modernisierung und Entwicklung der norwegischen Nation der Öffentlichkeit vor. Es umfasste kulturelle, ökonomische und soziale Bereiche. Er war wie viele seiner akademischen Zeitgenossen davon überzeugt, dass sich die Menschheit mit Zunahme der Naturwissenschaften immer höher und zum Besseren entwickeln werde. Dies war nach ihm überhaupt ein gemeinsames Anliegen für die gesamte Menschheit. Insoweit war er kosmopolitisch eingestellt. Er war auch Anhänger des Liberalismus in der Wirtschaft. In seinem Aufsatz „Indførselstolden og dens Historie“ (Der Einfuhrzoll und seine Geschichte) plädierte er für freien Außenhandel. Er war Anhänger des Skandinavismus und trat für den engeren Zusammenschluss zwischen Norwegen und Schweden ein. und wandte sich dezidiert gegen antidänische Tendenzen im Kulturleben.
Seine Ideen waren im internationalen Gedankengut weit verbreitet. Er vertrat den liberalen Fortschrittsoptimismus, war vom Sieg der Vernunft überzeugt, verteidigte das private Eigentum, die Freiheit des Geistes, trat für Rechtssicherheit und für weitere individuelle Rechte ein.
In der Bildungspolitik verfocht er aktiv die Zurückdrängung der klassischen Sprachen zu Gunsten der Naturwissenschaften, was im 1857 zur Abschaffung des Lateinunterrichts in den höheren Schulen führte. Er betrachtete die dänische Literatur und Kultur als richtungweisend und wandte sich damit gegen einen norwegischen Nationalismus, der eine literarisch-kulturelle Trennung von Dänemark im Zuge der Entwicklung einer eigenständigen Nation anstrebte. So schrieb er einen Artikel über „Om den litterære Antidanskhet“ (Über den literarischen antidänischen Affekt), der einige Jahre später von Welhaven in seinem Gedicht „Norges Dæmring“ aufgegriffen wurde.

### Politisches Wirken
Schweigaard wurde 1842 in das Storting (Parlament) gewählt. 1845–1869 war er der einflussreichste Repräsentant im Storting. Wenn er gewollt hätte, hätte er jederzeit in die Regierung eintreten können, aber er zog zeitlebens die Arbeit im Storting vor. Stattdessen ließ er meistenteils lieber seine Gesinnungsgenossen aus der „Intelligensen“ wie Frederik Stang in der Regierung wirken. Man kann sagen, dass in der Zeit von 1845 bis 1870 das „Duumvirat“ Schweigaard / Stang die Geschicke Norwegens bestimmte. Wie in seinen sozialökonomischen Vorlesungen vorgetragen wandte er sich gegen den extremen Liberalismus, also gegen eine Minimalisierung staatlicher Lenkung. Sein praktischer Sinn für die Rolle des Staates kommt auch in seinem eloquenten Einsatz für ein staatliches Alkoholverbot zum Ausdruck. Sein Schwerpunkt lag auf der Liberalisierung des Außenhandels. Damit einher sollte die Ausweitung der Handelsschifffahrt gehen, die er für den Motor des Aufschwungs in Norwegen hielt. Parallel dazu sollte die Infrastruktur verbessert und Handelsprivilegien abgebaut werden, um den Binnenmarkt zu stärken. Er trat auch für die Verbesserung der Ausbildung und der Landwirtschaft ein. Schweigaard stand an der Spitze der Modernisierungsstrategie im Storting. Nach zaghaften Anfängen begann das Storting mit einem Gesetz von 1839 die Privilegien der Handwerksinnungen abzuschaffen.
Ab 1840 wurde die Deregulierung systematischer. Der Binnenhandel wurde durch Gesetze von 1842 und 1866 freigegeben: Handelsgesetz von 1842, Zollgesetz von 1845, Seefahrtsgesetz von 1860 und die Branntweingesetze von 1845–1848. 1854 wurde Sägewerksprivileg ab dem Jahr 1860 abgeschafft. Gleichzeitig wurden die Schutzzölle gegen das Ausland herabgesetzt oder aufgehoben. 1854 wurde auch die Erste Eisenbahnlinie von Christiania nach Eidsvoll in Betrieb genommen. In all diesen Maßnahmen war er die treibende Kraft. In der Wirtschaftskrise von 1857 hatte er als Mitglied der Leitung der Bank von Oslo entscheidenden Anteil daran, dass nicht den Ruin des Handelsstandes herbeiführte. 1866 wurden auch die Handwerkerprivilegien vollständig aufgehoben.
All diese Maßnahmen brachten in kurzer Zeit einen großen wirtschaftlichen Aufschwung. Dabei musste er bei der Mehrheit im Storting, der Bauernfraktion immer wieder Mitstreiter suchen, insbesondere, wenn es um die Bewilligung der Mittel für Investitionen ging. Auch die Bauernfraktion war ökonomisch liberal eingestellt.
Rein machtpolitisch war er für eine Leitungsfunktion der Elite im Staat im Rahmen der Möglichkeiten der konstitutionellen Verfassung. Er verteidigte die Machtbalance, die die Verfassung vorgegeben hatte, und wandte sich gegen jegliche Reform zu weiterer Demokratisierung, so auch bei der Abstimmung über die Änderung der Verfassung dahingehend, dass statt der Stortingssitzungen alle drei Jahre über neun Monate die Sitzungen jährlich drei Monate lang stattfinden sollten. Doch am Ende seiner Karriere 1869 musste er erleben, dass im Storting eine aggressive Opposition unter Führung des radikalen Johan Sverdrup und Ole Gabriel Ueland aus der Gruppe der Bauern die Herrschaft übernahm.

## Bedeutung
Anton Martin Schweigaard wurde zu Norwegens „bestem Sohn“ (Norges bedste Søn) ausgerufen, als er 25 Jahre alt war. Als er starb, wurde er des „Landes erster Bürger“ genannt. Zwar waren es ihm wohlgesinnte Bürger, insbesondere sein Freund Johan Sebastian Welhaven und die Zeitung Morgenbladet, die ihn so benannten. Aber er war sicher der wichtigste Staatsmann Norwegens und eine intellektuelle Größe im Norwegen des 19. Jahrhunderts.